# Cynodonichthys uroflammeus
La olomina coladefuego es la especie Cynodonichthys uroflammeus, un pez de agua dulce la familia de los rivulines en el orden de los ciprinodontiformes.

## Morfología
De cuerpo alargado y colorido, los machos pueden alcanzar los 4,5 cm de longitud máxima.

## Distribución geográfica
Se encuentran en ríos de América Central, en cuencas fluviales de Costa Rica.

## Hábitat
Viven en pequeños cursos de agua entre 22 y 27°C, de comportamiento bentopelágico y no migrador.
Habitan charcas, pantanos y arroyos de velocidad baja a moderada, normalmente entre 750 y 1100 m de altitud, donde se alimentan de insectos.
No es un pez estacional. Es difícil de mantener cautivo en acuario.